# Ресіфі

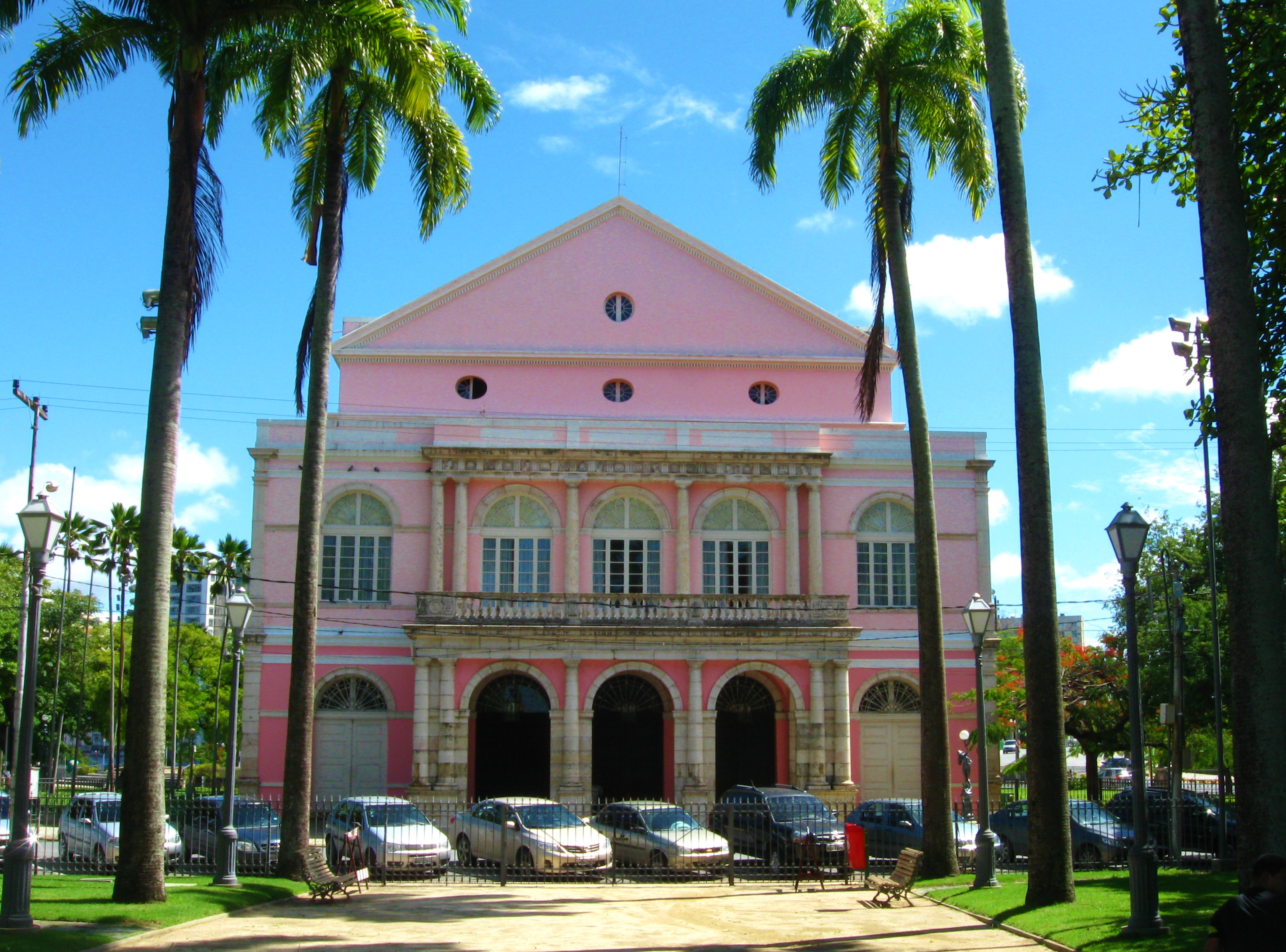
Театр Санту-Ізабел

Ресіфі (порт. Recife, вимоваⓘ МФА: [heˈsifi], від порт. recife — «риф») — друге за розміром місто в Північно-східному регіоні Бразилії.

## Загальні відомості
З населенням 1,51 млн мешканців і 3,64 млн мешканців у агломерації (2005 рік), найбільша агломерація і один з найголовніших культурних, економічних, політичних і наукових центрів регіону. Це п'ята за розміром агломерація Бразилії (після агломерацій Сан-Паулу, Ріо-де-Жанейро, Белу-Орізонті і Порту-Алегрі) і столиця штату Пернамбуку. Ресіфі знаходиться в місці злиття річок Беберібі і Капібарібі перед впадінням в Атлантичний океан. Це великий порт на Атлантичному океані. Біля Ресіфі розміщений Міжнародний аеропорт Гуарарапіс (Guararapes).
Оточений річками і перетнутий мостами, Ресіфі розташований на безлічі островів, багато з яких вкриті мангровими лісами. За це і за схожість з відомим європейським містом, місто відоме як «Бразильська Венеція», і вважається однією з культурних столиць Бразилії.

## Адміністративний поділ
Згідно муніципальному закону № 16293 від 22 січня 1997 року Ресіфі розділений на шість політико-адміністративних регіонів (ПАР): Центр, Північ, Північний Захід, Захід, Південний Захід і Південь. Політико-адміністративні регіони розділені на мікрорегіони, які в свою чергу діляться на райони. Всього існує 94 района, заснованих муніципальним законом № 14452 від 26 жовтня 1988 року. Згідно з переписом 2010 року ПАР Південь був найбільш населеним (382 650 осіб), тоді як ПАР Центр був найменш населеним (78 114 осіб). За результатами того ж перепису найбільш населеним районом Ресіфі був Бон-В'яжен, розташований в ПАР Південь (122 922 жителів), а найменш населеним районом був Пау-Ферро, що знаходиться в ПАР Північний Захід, в якому проживало всього 72 особи.

## Населення
Згідно з переписом 2010 року, в місті Ресіфі проживало 1 472 202 особи (9-те за населенням місто країни), з них: мулати — 754 674 особи (49,1 %), білі — 636 864 особи (41,4 %), афро-бразильці — 127 789 осіб (8,3 %), азіати — 14 696 осіб (1 %), корінні бразильці — 3 665 осіб (0,2 %).

## Відомі люди
В цьому місті народилися такі поети і письменники, як Мануел Бандейра, Жуан Кабрал ді Мелу Нету, Жільберто Фрейрі, Паулу Фрейрі, Нелсон Родрігіс, Карлус Рена Філью, Саулу Морейра і Себастью Ушоа Лейчі, такі композитори як Шіку Сіянсі, Освалду Ленін, Фред Зеру Кватру, Отто Перейра, Пошія Андраді, Дон Троншу, брати Валенса, Антоніу Нобрега, Нана Васконселус, Жоржі ду Пейші, Пауло Деніз, Фернанду Лобу і Антоніу Марія, такий педагог і психолог як Пауло Фрейре. Також тут народилися хокеїст Робін Регір, волейболістки Жаклін Карвалью і Дані Лінс, футболісти Вава, Рівалду, Жунінью Пернамбукану, Манга Аїлтон Корреа Арруда та Рікардо Роша. У Ресіфі пройшли дитячі роки письменниці Клариси Ліспектор.

## Освіта
Найбільші університети міста:

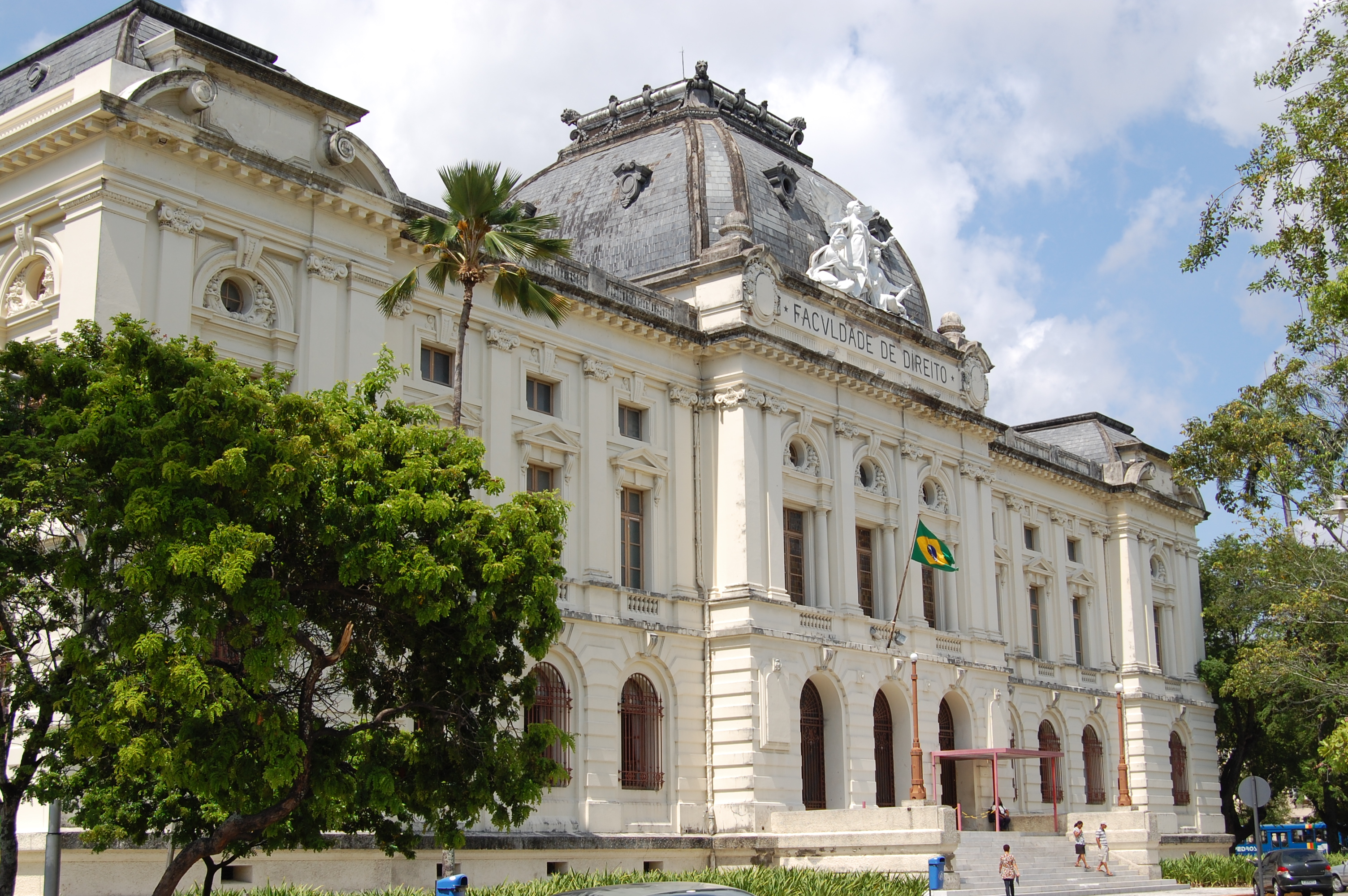
Факультет права Федерального університету Пернамбуку

- Федеральний університет Пернамбуку (заснований 1946 року, більше 40 000 студентів),
- Католицький університет Пернамбуку (заснований 1943 року, 15 000 студентів),
- Університет Пернамбуку (заснований 1966 року, 20 000 студентів),
- Федеральний сільськогосподарський університет Пернамбуку (заснований 1947 року, більше 12 000 студентів).

Коледжі:
- Військовий коледж Ресіфі,
- Коледж військової поліції Пернамбуку,
- Ліцей мистецтв і ремесел Пернамбуку.

## Спорт
Ресіфі було одним з міст, що приймали Чемпіонат світу з футболу 2014 року. Крім того, у Ресіфі проходили окремі ігри Кубку конфедерацій 2013 року та Чемпіонату світу з футболу 1950 року. У місті базуються футбольні клуби Наутіко Капібарібе, Спорт Ресіфі і Санта-Круз. Найбільший стадіон міста — Арена Пернамбуку.

## Пам'ятки
- Монастир Сан-Антоніу (1609),
- Монастир Сан-Франсіску (1609),

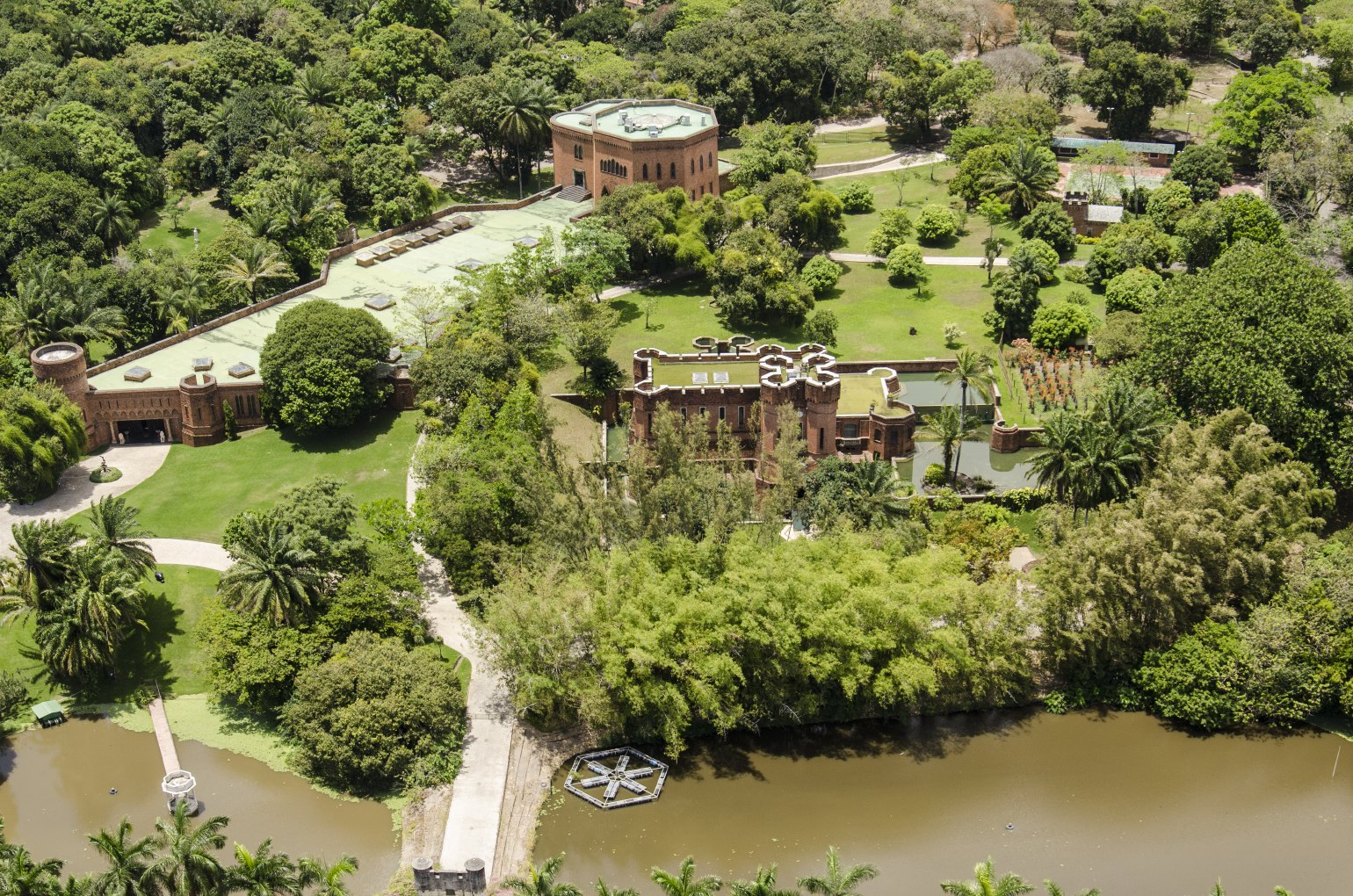
Інститут Рікарду Бреннанда

- Церква «Золота капела» (1716, архітектор А. ді Матус),
- Собор Сан-Педру-дус-Клерігус (1729, архітектор М. Феррейра-і-Жакоме),
- Інститут Рікарду Бреннанда (музей і парк),
- Театр Санту-Ізабел (1845, архітектор Л. Л. Вот'є),
- Музей скасування рабства,
- Форт Брум (військовий музей),
- Вежа Торрі-Малакофф (культурний центр і астрономічна обсерваторія Музею космічної науки),
- Синагога Кагал-Цур-Ізраель, перша синагога Америки,
- Парк Дойс-Ірманос (міський парк, ботанічний сад і зоопарк),
- Ботанічний сад Ресіфі.

## Клімат
Клімат Ресіфі — тропічний, більш детально — тропічний мусонний клімат (Am за класифікацією кліматів Кеппена), температура повітря і відносна вологість висока протягом року. Короткий сухий сезон в Ресіфі триває з листопада по грудень.
| Клімат Ресіфі (1961–1990)                                     | Клімат Ресіфі (1961–1990) | Клімат Ресіфі (1961–1990) | Клімат Ресіфі (1961–1990) | Клімат Ресіфі (1961–1990) | Клімат Ресіфі (1961–1990) | Клімат Ресіфі (1961–1990) | Клімат Ресіфі (1961–1990) | Клімат Ресіфі (1961–1990) | Клімат Ресіфі (1961–1990) | Клімат Ресіфі (1961–1990) | Клімат Ресіфі (1961–1990) | Клімат Ресіфі (1961–1990) | Клімат Ресіфі (1961–1990) |
| Показник                                                      | Січ.                      | Лют.                      | Бер.                      | Квіт.                     | Трав.                     | Черв.                     | Лип.                      | Серп.                     | Вер.                      | Жовт.                     | Лист.                     | Груд.                     | Рік                       |
| Абсолютний максимум, °C                                       | 33,1                      | 32,7                      | 35,1                      | 33,3                      | 31,8                      | 30,9                      | 33                        | 35,7                      | 32,7                      | 33,1                      | 32,4                      | 34,5                      | 35,7                      |
| Середній максимум, °C                                         | 30,2                      | 30,2                      | 30                        | 29,7                      | 28,9                      | 27,9                      | 27,3                      | 27,5                      | 28,1                      | 29                        | 30,1                      | 30,2                      | 29,1                      |
| Середня температура, °C                                       | 26,5                      | 26,5                      | 26,4                      | 25,9                      | 25,2                      | 24,5                      | 23,9                      | 23,9                      | 24,6                      | 25,5                      | 26,1                      | 26,4                      | 25,5                      |
| Середній мінімум, °C                                          | 22,4                      | 22,6                      | 22,7                      | 22,6                      | 21,9                      | 21,6                      | 21,1                      | 20,6                      | 20,7                      | 21,4                      | 21,9                      | 22,2                      | 21,8                      |
| Абсолютний мінімум, °C                                        | 16,8                      | 17,8                      | 17,9                      | 19,2                      | 16,9                      | 17,1                      | 16                        | 15,3                      | 15                        | 16                        | 16,7                      | 16,4                      | 15                        |
| Середня кількість сонячних годин на місяць                    | 246,3                     | 210,8                     | 203,9                     | 185,2                     | 186,3                     | 168,3                     | 157,6                     | 207,1                     | 216,6                     | 247,3                     | 265,8                     | 255,2                     | 2550,7                    |
| Норма опадів, мм                                              | 108.2                     | 148.2                     | 256.9                     | 337.6                     | 318.5                     | 377.9                     | 388.1                     | 204.8                     | 122                       | 63                        | 35.7                      | 56.8                      | 2417.6                    |
| Днів з дощем                                                  | 10                        | 11                        | 16                        | 18                        | 20                        | 21                        | 22                        | 17                        | 13                        | 9                         | 6                         | 8                         | 171                       |
| Вологість повітря, %                                          | 73                        | 77                        | 80                        | 84                        | 85                        | 85                        | 85                        | 85                        | 78                        | 76                        | 74                        | 75                        | 79.8                      |
| ------------------------------------------------------------- | ------------------------- | ------------------------- | ------------------------- | ------------------------- | ------------------------- | ------------------------- | ------------------------- | ------------------------- | ------------------------- | ------------------------- | ------------------------- | ------------------------- | ------------------------- |
| Джерело: Brazilian National Institute of Meteorology (INMET). |                           |                           |                           |                           |                           |                           |                           |                           |                           |                           |                           |                           |                           |

## Галерея

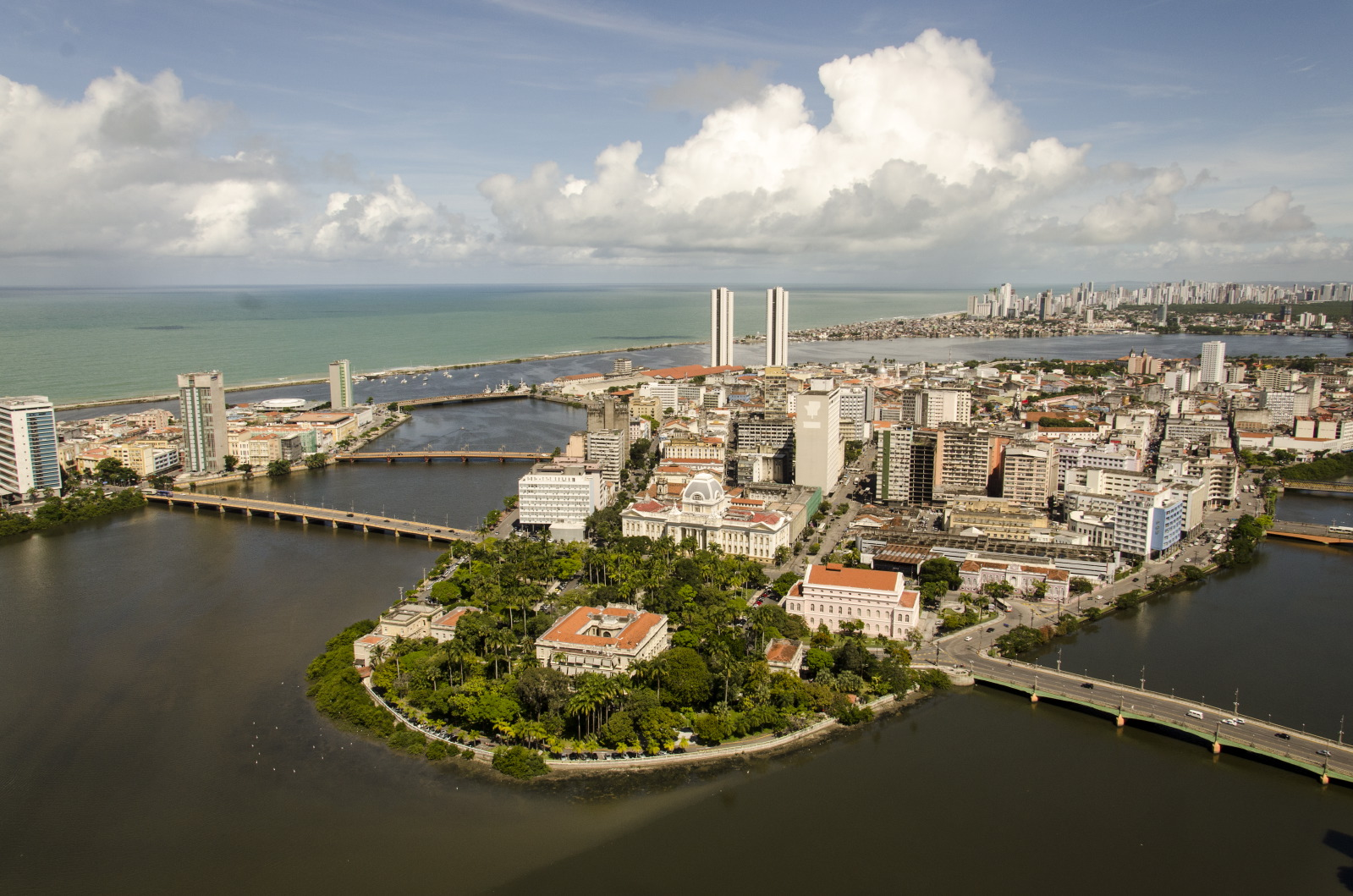
Острів Антоніу-Ваз
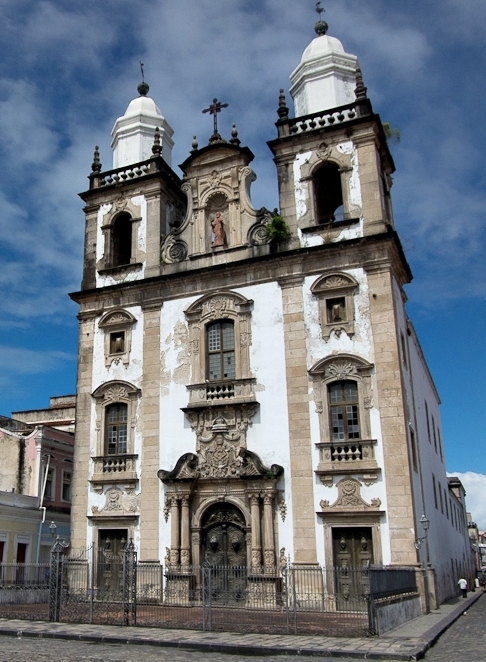
Собор Сан-Педру-дус-Клерігус
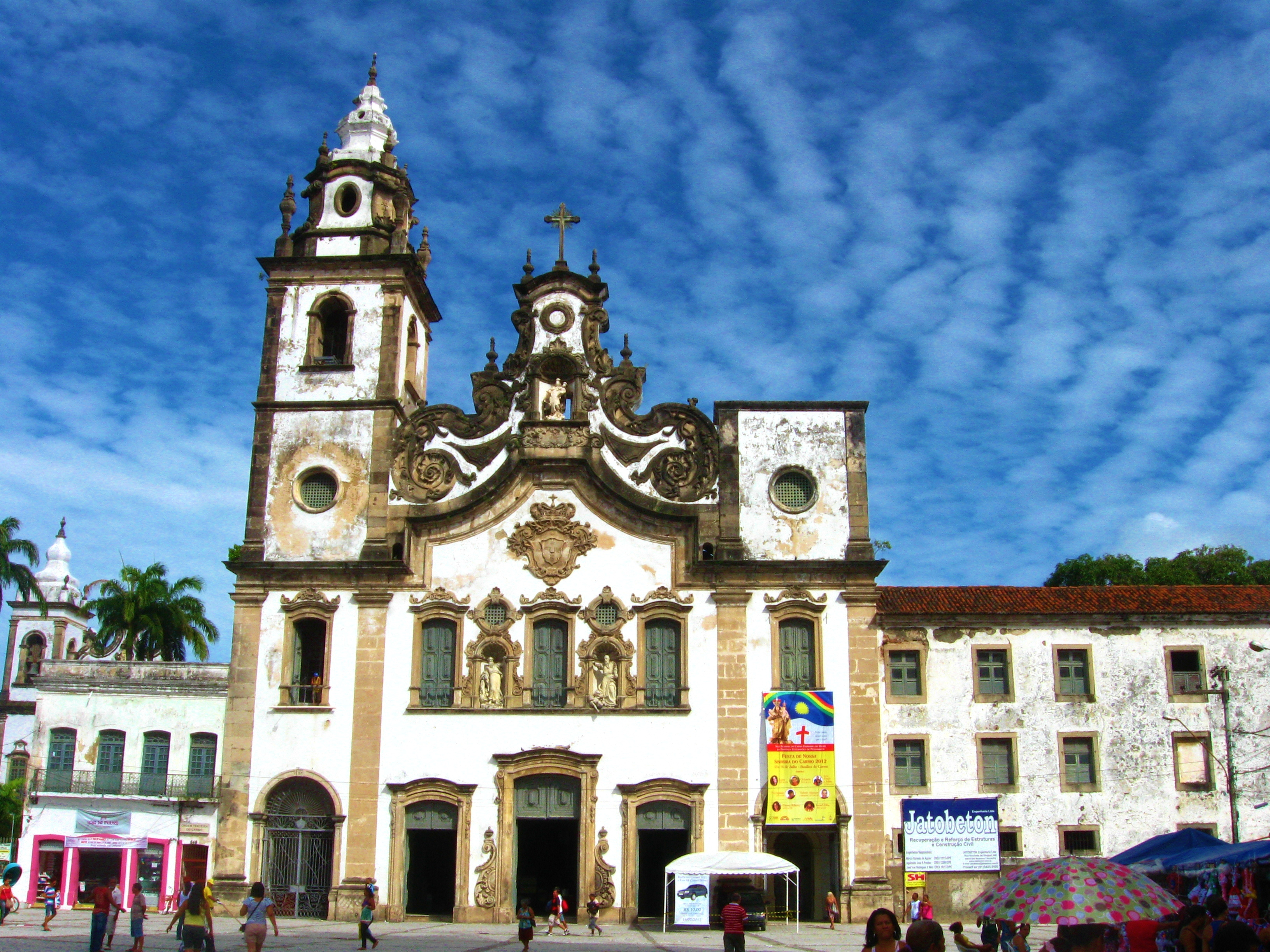
Базиліка Ордену братів Пресвятої Діви Марії з гори Кармель
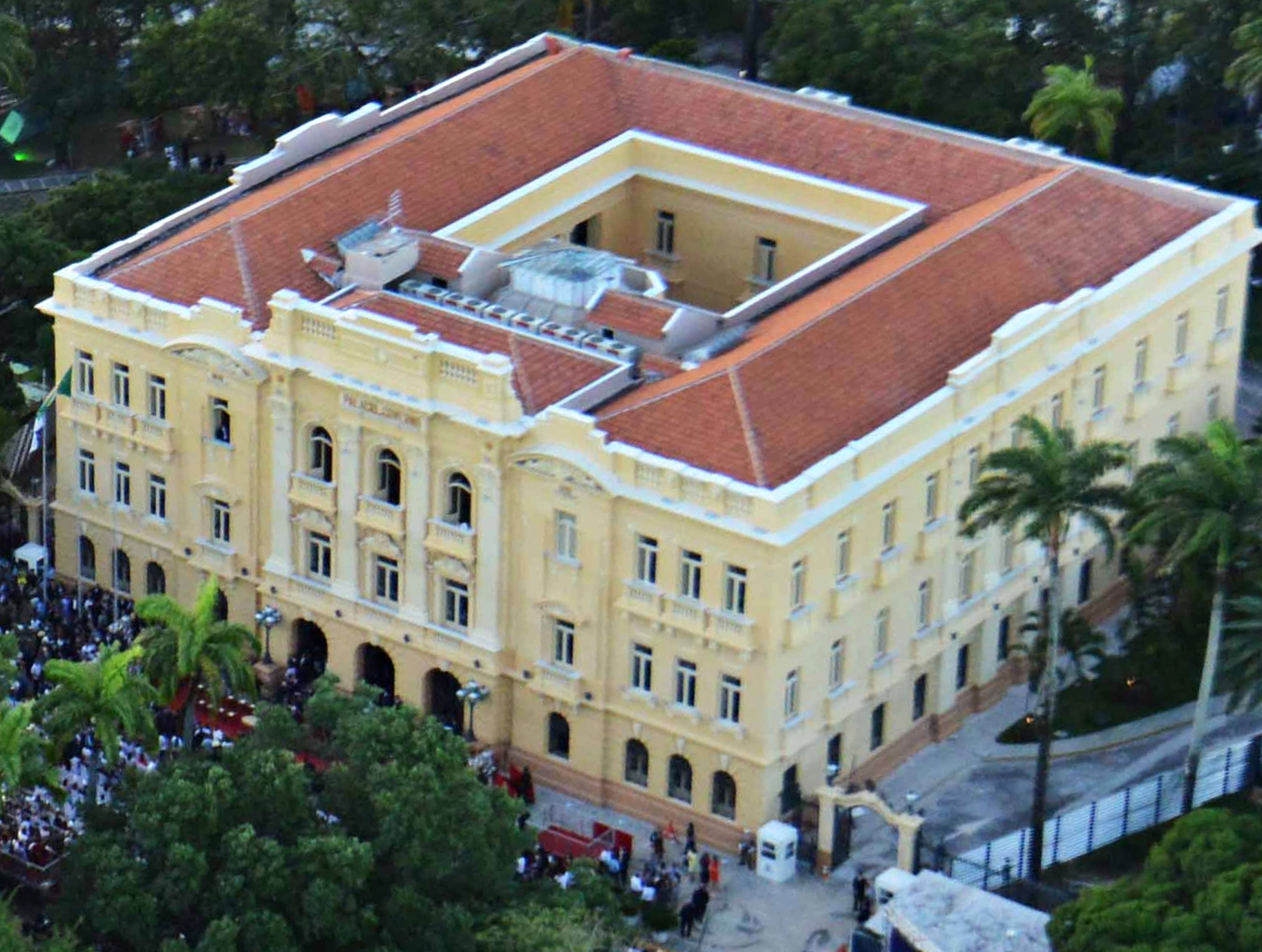
Палац Кампо-дас-Прінсесас
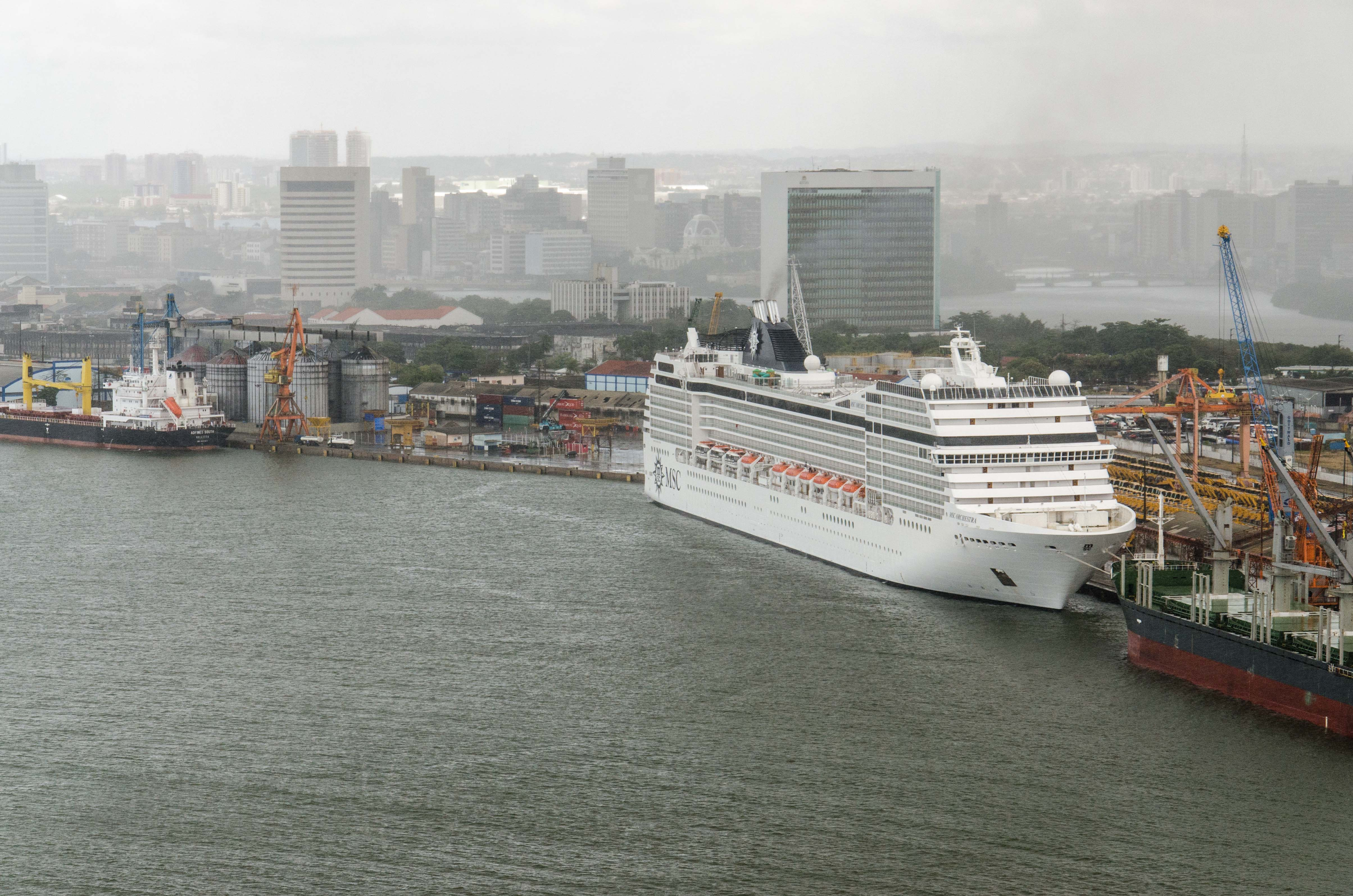
Порт Ресіфі
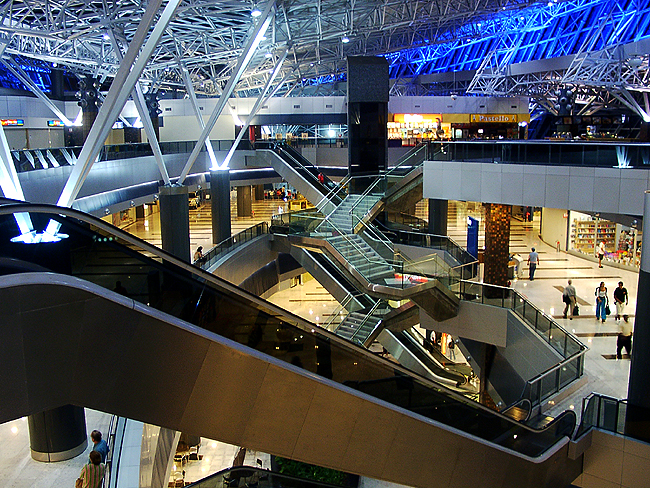
Міжнародний аеропорт Гуарарапіс
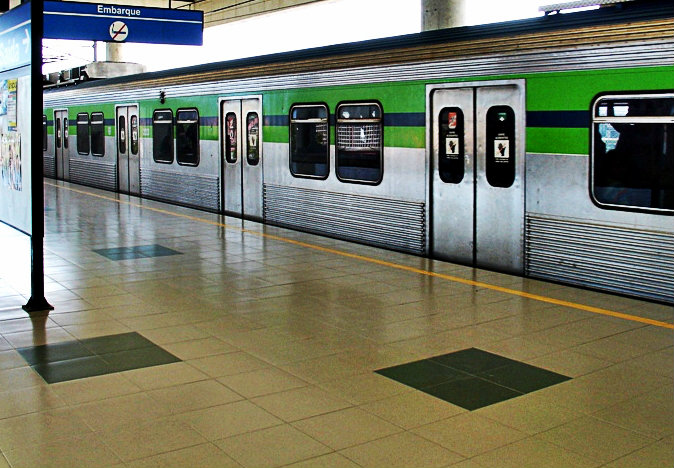
Метрополітен Ресіфі
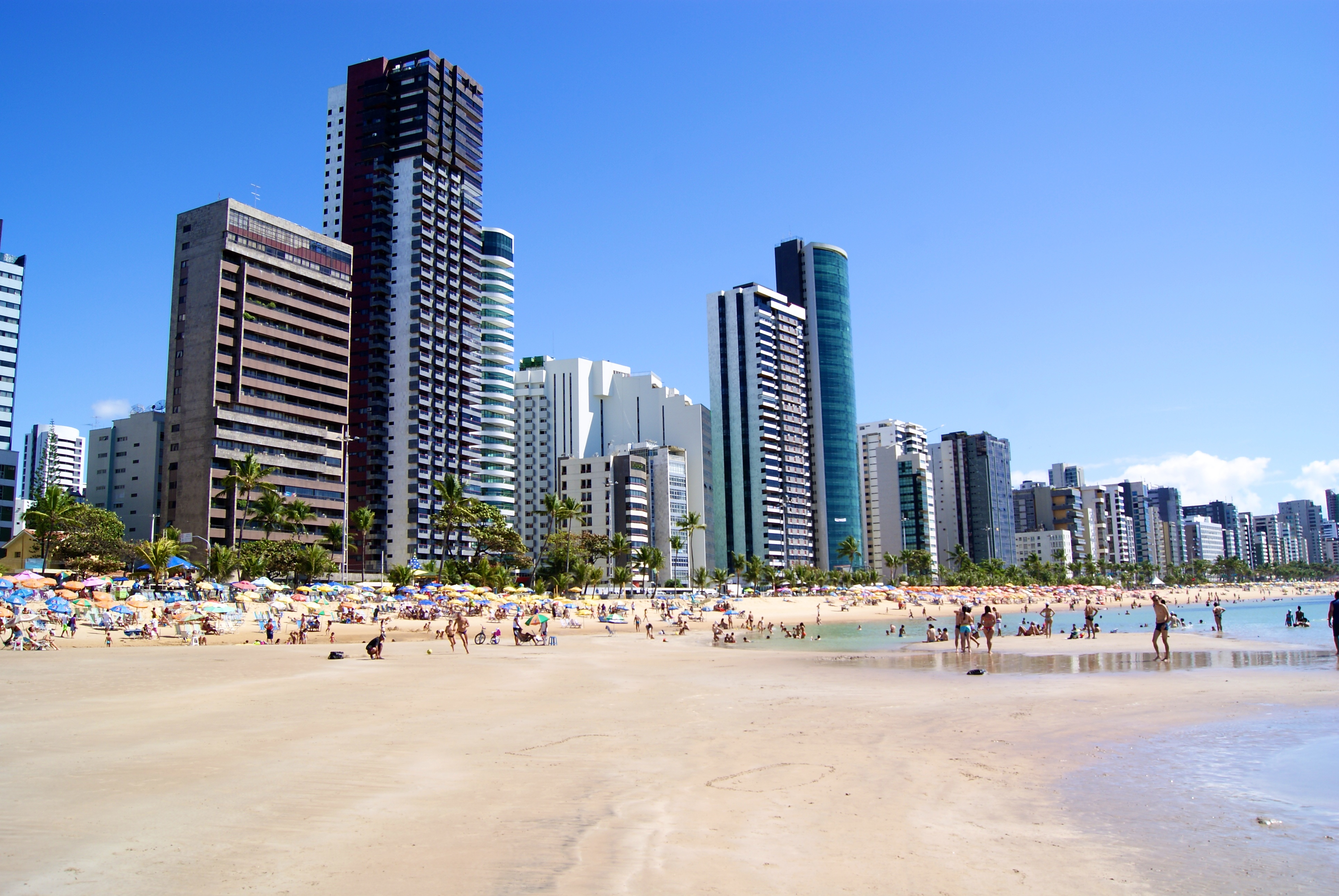
Пляж Бон-В'яжен
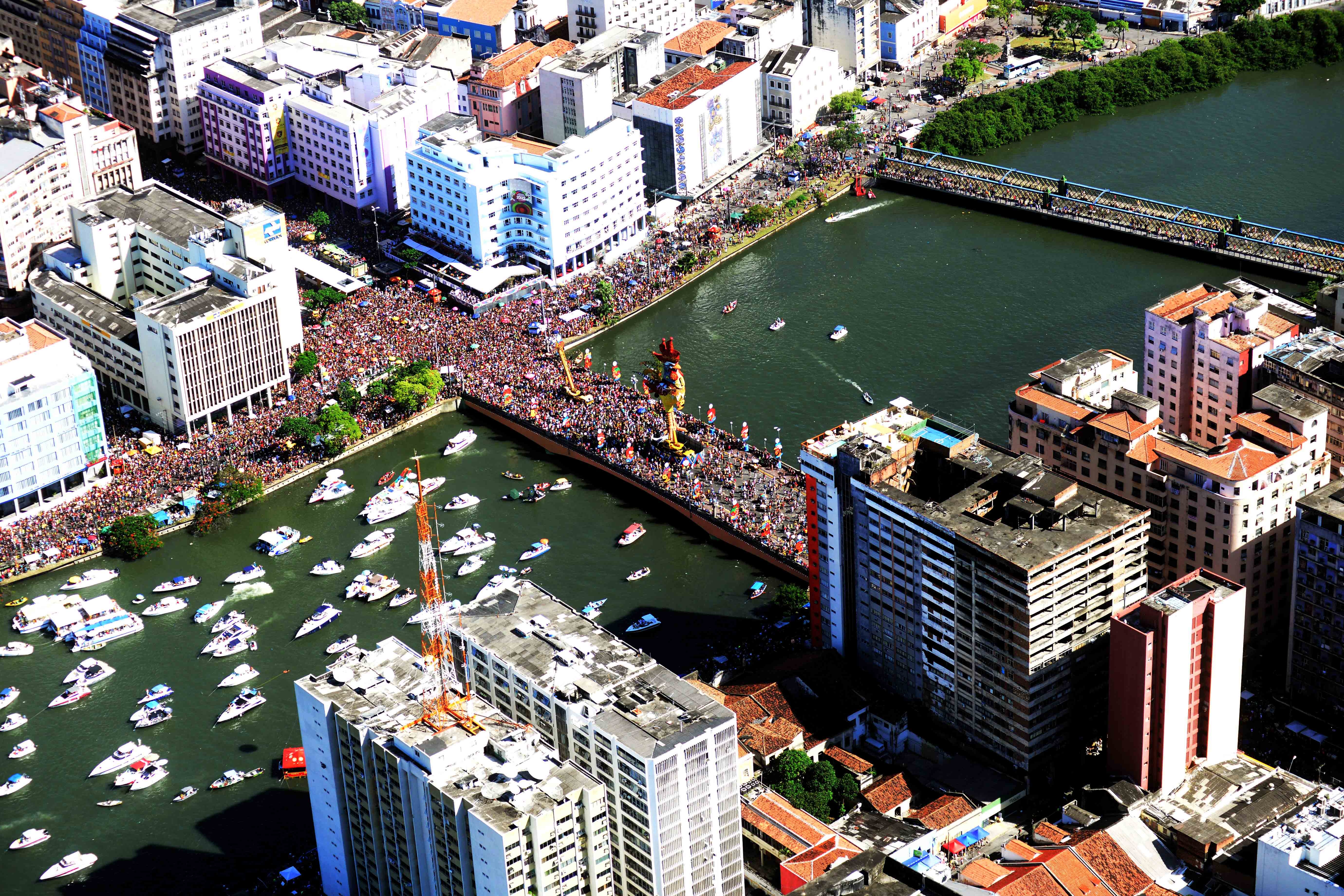
Карнавал 2014 року
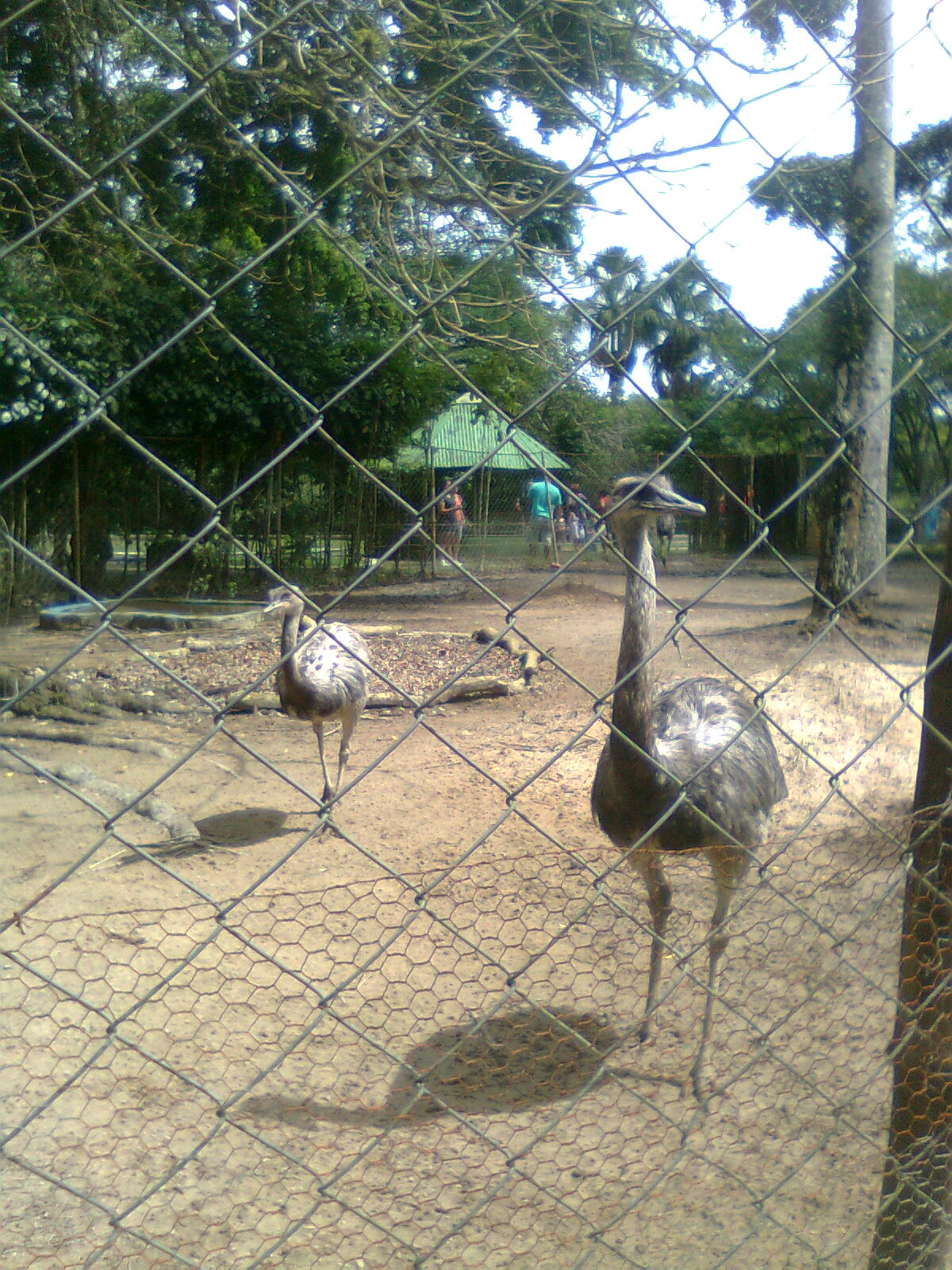
Парк Дойс-Ірманос